# Thomas Mackenbrock
Thomas Mackenbrock est un dirigeant d'entreprise allemand spécialisé dans les services B2B et le développement stratégique. Il est actuellement le Directeur général délégué de Teleperformance, un groupe mondial spécialisé dans les services numériques et l'expérience client, un poste qu'il occupe depuis le 1er octobre 2024.
Avant cette nomination, il était le PDG de Majorel depuis sa création en 2019 jusqu'à son introduction en bourse sur Euronext Amsterdam en 2021,. Teleperformance a annoncé son acquisition de Majorel en avril 2023, et la transaction a été finalisée le 8 novembre 2023 après l'obtention des autorisations réglementaires.

## Biographie
Thomas Mackenbrock est né le 11 mars 1976. Il a étudié l'administration des affaires et l'économie à l'Université catholique d'Eichstätt-Ingolstadt, à l'Université de Chicago et à la HHL Leipzig Graduate School of Management, avant d'obtenir un doctorat en économie à l'Université Martin-Luther de Halle-Wittenberg.

## Carrière

### Début de carrière chez McKinsey & Company et Bertelsmann
En 2000, Thomas Mackenbrock commence sa carrière chez McKinsey & Company, où il conseille des clients internationaux sur divers secteurs, notamment les technologies et les télécommunications.
En 2006, il rejoint Bertelsmann, où il occupe plusieurs postes de direction. Il passe de Directeur du développement commercial à Vice-président senior, supervisant les initiatives de croissance et les restructurations en Europe, en Asie et en Amérique.
De 2012 à 2015, il est nommé Directeur général de Bertelsmann Brésil, où il pilote l'expansion du groupe dans la région,.
En 2016, il retourne en Europe et devient Vice-président exécutif de BMG, la division musicale de Bertelsmann. En 2017, il est nommé membre du conseil d'administration et Directeur de la stratégie du groupe Arvato, une division spécialisée dans les services B2B.
En 2018, il devient PDG d'Arvato CRM Solutions, où il supervise la transition de l'entreprise vers un modèle plus digitalisé et la formation d'un partenariat avec Saham Group.

### Direction de Majorel
En 2019, Thomas Mackenbrock devient PDG de Majorel, une société issue de la fusion d'Arvato CRM Solutions et de Saham Group.
Sous sa direction, Majorel s'impose comme un acteur majeur du secteur Business Process Outsourcing (BPO), avec une croissance soutenue en Afrique, en Asie et en Europe,,.
En septembre 2021, il dirige l’introduction en bourse de Majorel sur Euronext Amsterdam.

### Acquisition de Majorel par Teleperformance
En avril 2023, Teleperformance annonce l'acquisition de Majorel pour 3 milliards d'euros via une offre publique d'achat,,.
L'opération est finalisée en novembre 2023 après validation par les autorités de régulation.
Le 1er octobre 2024, Thomas Mackenbrock est nommé directeur général délégué de Teleperformance, en remplacement de Bhupender Singh,,,.